# بيت سوا
بلدة سوا بلدة في ناحية كفر بطنا في منطقة مركز ريف دمشق في محافظة ريف دمشق. بلغ عدد سكانها 6249 نسمة عام 2004.
تقع في غوطة دمشق الشرقية.